# Норт-Деленд (Флорида)
Норт-Деленд (англ. North DeLand) — переписна місцевість (CDP) в США, в окрузі Волусія штату Флорида. Населення — 1510 осіб (2020).

## Географія
Норт-Деленд розташований за координатами 29°2′54″ пн. ш. 81°17′47″ зх. д. / 29.04833° пн. ш. 81.29639° зх. д. (29.048298, -81.296513).  За даними Бюро перепису населення США в 2010 році переписна місцевість мала площу 1,39 км², уся площа — суходіл.

## Демографія
Згідно з переписом 2010 року, у переписній місцевості мешкало 1450 осіб у 568 домогосподарствах у складі 360 родин. Густота населення становила 1043 особи/км².  Було 630 помешкань (453/км²).
Расовий склад населення:
| - 90,3 % — білих - 3,0 % — чорних або афроамериканців - 1,0 % — корінних американців - 1,0 % — азіатів - 0,1 % — вихідців з тихоокеанських островів - 3,0 % — осіб інших рас |

До двох чи більше рас належало 1,6 %. Частка іспаномовних становила 13,9 % від усіх жителів.
За віковим діапазоном населення розподілялося таким чином: 24,3 % — особи молодші 18 років, 60,3 % — особи у віці 18—64 років, 15,4 % — особи у віці 65 років та старші. Медіана віку мешканця становила 40,3 року. На 100 осіб жіночої статі у переписній місцевості припадало 97,3 чоловіків;  на 100 жінок у віці від 18 років та старших — 93,3 чоловіків також старших 18 років.
Середній дохід на одне домашнє господарство  становив 49 582 долари США (медіана — 44 803), а середній дохід на одну сім'ю — 63 792 долари (медіана — 65 136). За межею бідності перебувало 11,2 % осіб, у тому числі 17,8 % дітей у віці до 18 років та 6,3 % осіб у віці 65 років та старших.
Цивільне працевлаштоване населення становило 689 осіб. Основні галузі зайнятості: роздрібна торгівля — 21,2 %, освіта, охорона здоров'я та соціальна допомога — 18,6 %, транспорт — 15,8 %.